# Matthiola codringtonii
Matthiola codringtonii là một loài thực vật có hoa trong họ Thiến thảo. Loài này được Rchb. f. mô tả khoa học đầu tiên năm 1958.